# Trinitrotriazin
Trinitrotriazin, ili 2,4,6-trinitro-1,3,5-triazin, je teoretsko eksplozivno jedinjenje, sa ormulom C
3N
6O
6, koje sadrži 3 atoma ugljenika i ima molekulsku masu od 216,069 . Sinteza ovog jedinjenja je bila neuhvatljiva uprkos njegovoj jednostavnoj strukturi,  jer konvencionalna nitracija triazina postaje sve teža kako se dodaje više nitro grupa. Uspešan put bi verovatnije tekao trimerizacijom nitril cijanida.  Prekursor nitril cijanid je prvi put sintetisao Rahm i saradnici 2014. godine. 
Trinitrotriazin ima neutralnu kiseoničku ravnotežu, što ga potencijalno čini veoma moćnim eksplozivom, iako proračuni predviđaju da bi bio prilično nestabilan i inferioran u odnosu na srodno jedinjenje 3,6-dinitro-1,2,4,5-tetrazin. 

## Osobine
| Osobina                  | Vrednost |
| ------------------------ | -------- |
| Broj akceptora vodonika  | 9        |
| Broj donora vodonika     | 0        |
| Broj rotacionih veza     | 3        |
| Particioni koeficijent ( | 1,2      |
| Rastvorljivost (logS, log(mol/L))       | -4,0     |
| Polarna površina (PSA, Å2)  | 176,1    |

## Literatura
- Clayden, Jonathan; Greeves, Nick; Warren, Stuart; Wothers, Peter (2001). Organic Chemistry (I изд.). Oxford University Press. ISBN 978-0-19-850346-0.
- Smith, Michael B.; March, Jerry (2007). Advanced Organic Chemistry: Reactions, Mechanisms, and Structure (6th изд.). New York: Wiley-Interscience. ISBN 0-471-72091-7.
- Katritzky A.R.; Pozharskii A.F. (2000). Handbook of Heterocyclic Chemistry (Second изд.). Academic Press. ISBN 0080429882.